# Hoge Brug
L'Hoge Brug (in italiano Ponte Alto) è un ponte pedonale e ciclabile che attraversa la Mosa nella città di Maastricht, nei Paesi Bassi.